# Lars Bo Langsted
Lars Bo Langsted (født 26. november 1957) er en dansk professor i erhvervsjura og er leder af International Economic Crime and Cyber Crime Research Centre (IECC), ved Juridisk Institut, Aalborg Universitet. I perioden fra 2007 til 2010 var han institutleder ved Jurdisk Institut. Han har siden 2018 været emeritus samme sted. I 2025 gik han på pension. 
Langsted blev cand.jur. fra Aarhus Universitet i 1982 og blev efterfølgende ansat som fuldmægtig i Justitsministeriet. Han fungerede desuden som jurist i Københavns Politis afdeling for narkotikakriminalitet. Fra 1985 var han statsadvokatfuldmægtig ved Statsadvokaten for Særlig Økonomisk Kriminalitet, inden han i 1987 kom til Handelshøjskolen i Århus som først stipendiat, senere adjunkt og lektor. Han fik advokatbestalling i 1986 og møderet for Landsretterne året efter. Han har været medlem af Procesbevillingsnævnet fra 2008-2011 og har været formand for eller medlem af en række udvalg og nævn.
Siden 2000 har han været ansat ved Aalborg Universitet; fra 2001 som professor og fra 2008 tillige som institutleder.
Lars Bo Langsted medvirker ofte i medierne som ekspert i juridiske spørgsmål, ligesom han har været tilknyttet Den Store Danske Encyklopædi som fagkonsulent inden for det juridiske område.
1. september 2011 blev Langsted Ridder af Dannebrog.